# Vid Snoj

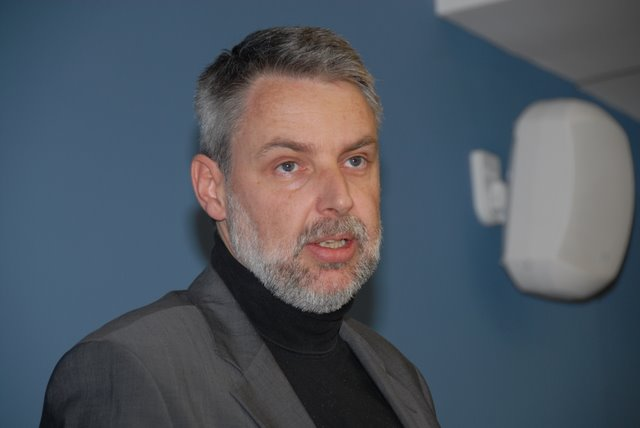
Vid Snoj

Vid Snoj (* 1965) ist ein slowenischer Literaturwissenschaftler, Schriftsteller und Übersetzer

## Leben und Werk
Snoj studierte Vergleichende Literaturwissenschaft an der Philosophischen Fakultät der Universität Ljubljana und promovierte 1999 mit einer Arbeit zum Einfluss des Neuen Testaments auf die slowenische Literatur. Die Verbindung zwischen Religion, Philosophie und Literatur ist bis heute sein Forschungsschwerpunkt. Snoj ist seit 2000 an der Abteilung für Vergleichende Literaturwissenschaft der Universität Ljubljana tätig, seit 2012 ist er ordentlicher Professor. Er ist Redaktionsmitglied der wissenschaftlichen Zeitschrift Primerjalna književnost (Vergleichende Literaturwissenschaft) und war in der Vergangenheit auch Mitglied der Redaktionen der Zeitschrift Poligrafi (Philosophie) sowie der renommierten Literaturzeitschrift Literatura.
Snoj übersetzt außerdem Lyrik und philosophische Werke, vorwiegend aus dem Deutschen, ins Slowenische. Zu den von ihm übersetzten Autoren zählen u. a. Friedrich Hölderlin, Paul Celan, Angelus Silesius und George Steiner.
Snoj ist Mitglied des Slowenischen Schriftstellerverbands und des Verbands slowenischer Literaturübersetzer. Er ist Sohn des 2021 verstorbenen Schriftstellers Jože Snoj.

## Publikationen (Auswahl)

### Wissenschaftliche Monographien
- 2022: Postila za Davida. Ljubljana: KUD Logos.
- 2021:Vrhovi v globini. 1, Prolegomena. Ljubljana: KUD Logos
- 2010: mit Gorazd Kocijančič und Jože Muhovič: Über das Geistige in der Kunst – zum zweiten Mal. Wien, Berlin, Münster: LIT.
- 2007: Od drugega do drugega. Ljubljana: KUD Logos.
- 2005: Nova zaveza in slovenska literatura. Ljubljana: Založba ZRC, ZRC SAZU.
- 1993: Zgodnost. Ljubljana: Literarno-umetniško društvo Literatura.

### Übersetzungen
- 2022: Moshe Halbertal & Stephen Holmes: Začetek politike: oblast v biblični Samuelovi knjigi. Ljubljana: KUD Logos.
- 2020: Paul Celan: Zbrane pesmi II. Ljubljana: Beletrina.
- 2019: Paul Celan Zbrane pesmi I. Ljubljana: Beletrina.
- 2019: Friedrich Hölderlin: Pozne himne. Ljubljana: KUD Logos.
- 2012: Angelus Silesius: Kerubski popotnik. Ljubljana: KUD Logos. Mit Gorazd Kocijančič.
- 2010: Giorgo Colli: Rojstvo filozofije. Ljubljana: KUD Logos.
- 2003: George Steiner: Resnične prisotnosti. Ljubljana: Literarno-umetniško društvo Literatura.
- 1998: Erich Auerbach: Mimesis: prikazana resničnost v zahodni literaturi. Ljubljana: Literarno-umetniško društvo Literatura.